# Povijest Hajduka
1910. •
1920. •
1930. •
1940. •
1950. •
1960. •
1970. •
1980. •
1990. •
2000. •
2010.